# Triaenodes grifo
Triaenodes grifo là một loài Trichoptera trong họ Leptoceridae. Chúng phân bố ở miền Ấn Độ - Mã Lai.